# エナミン

エナミンの一般構造

エナミン（英: enamine）は二重結合の炭素上にアミノ基が存在する化合物の総称。一般式は R2C=CR−NR2。また、エノール同様、イミンとエナミンは互変異性を示す。

## 概要
一般的には、2級アミンとカルボニル化合物を脱水縮合することで合成される。エナミンは様々な反応性を示すことから、エナミンを合成中間体として様々な化合物を得ることができる。
エノラートアニオンはα炭素の求核試薬として重要であるが、中性のエナミンも同様に求核試薬として作用する。特にハロゲン化アルキルと反応させる場合、エノラートの場合はアルキル化されたエノールのα炭素のpKaはもとのエノールよりも小さいので、元のエノラートが塩基として作用してモノアルキル化体のα水素を引き抜き、モノアルキル化体のエノラートに転化するのでジアルキル化体を与えやすく、モノアルキル化を得ることが困難な場合がある。
それに対してエナミンは反応後イミニウム塩を形成するためにモノアルキル化で停止する点に特色がある。つまり、カルボニル化合物をいったん二級アミンと反応させてエナミンに変換し、それをアルキル化した後にイミニウム塩を加水分解すれば、元のカルボニル化合物のαモノアルキル化体に戻ることを意味する。この場合、エナミン化はエノラートのモノアルキル体を選択的に合成する1つの方法になる。